# Osmanthus
Osmanthus is een geslacht uit de olijffamilie (Oleaceae). De soorten komen voor van Turkije tot in Japan en Indochina en op het eiland Nieuw-Caledonië.

## Soorten
- Osmanthus armatus Diels
- Osmanthus attenuatus P.S.Green
- Osmanthus austrocaledonicus (Vieill.) Knobl.
- Osmanthus austrozhejiangensis Z.H.Chen, W.Y.Xie & Xi Liu
- Osmanthus cooperi Hemsl.
- Osmanthus cymosus (Guillaumin) P.S.Green
- Osmanthus decorus (Boiss. & Balansa) Kasapligil
- Osmanthus delavayi Franch.
- Osmanthus didymopetalus P.S.Green
- Osmanthus enervius Masam. & T.Mori
- Osmanthus fordii Hemsl.
- Osmanthus fragrans Lour.
- Osmanthus gracilinervis L.C.Chia ex R.L.Lu
- Osmanthus hainanensis P.S.Green
- Osmanthus henryi P.S.Green
- Osmanthus heterophyllus (G.Don) P.S.Green
- Osmanthus insularis Koidz.
- Osmanthus iriomotensis T.Yamaz.
- Osmanthus kaoi (T.S.Liu & J.C.Liao) S.Y.Lu
- Osmanthus lanceolatus Hayata
- Osmanthus monticola (Schltr.) Knobl.
- Osmanthus pubipedicellatus L.C.Chia ex H.T.Chang
- Osmanthus reticulatus P.S.Green
- Osmanthus rigidus Nakai
- Osmanthus serrulatus Rehder
- Osmanthus suavis King ex C.B.Clarke
- Osmanthus urceolatus P.S.Green
- Osmanthus venosus Pamp.
- Osmanthus yunnanensis (Franch.) P.S.Green

... · 
Forsythia · 
Fraxinus (Es) · 
Jasminum (Jasmijn) · 
Ligustrum (Liguster) · 
Nyctanthes · 
Olea · 
Osmanthus · 
Picconia · 
Syringa · 
...